# Araneus noumeensis
Araneus noumeensis är en spindelart som först beskrevs av Simon 1880.  Araneus noumeensis ingår i släktet Araneus och familjen hjulspindlar.
Artens utbredningsområde är Nya Kaledonien. Inga underarter finns listade i Catalogue of Life.